# Ken Fry
Ken Fry, eigentlich Kenneth Lionel Fry (* 8. November 1920 in Inverell, New South Wales, Australien; † 10. Oktober 2007 in Broulee, New South Wales, Australien) war ein australischer Politiker der Australian Labor Party (ALP).

## Werdegang
Ken Fry war das jüngste von sieben Kindern. Sein Vater Bill Fry war aus England eingewandert, ein erklärter Feind des Klassensystems, was er an seinen Sohn vererbte. Bill arbeitete beim NSW Department of Agriculture. Die Mutter Marguerite Longford war Musiklehrerin und Schwester des Filmpioniers Raymond Longford. Seine frühen Jahre verbrachte er in der Gegend um Bathurst. 1938 schloss Fry das Hawkesbury Agricultural College ab und trat zu Beginn des Zweiten Weltkrieges 1940 in die australische Armee ein. Er war Mitglied einer nachrichtendienstlichen Abteilung. In Darwin freundete sich Fry an seinem 21. Geburtstag mit Tom Uren an. Eine lebenslange Freundschaft. Der Boxchampion der Armee wurde später ebenfalls ein führender Politiker des linken Flügels der ALP. Fry wurde mit dem 2/21 Bataillon nach Ambon geschickt, wo er eine Verwundung am Knie erlitt. Trotzdem diente er weiter auf Tarakan und im heutigen Papua-Neuguinea. Nach Ende des Krieges wurde Fry nach Ambon zurückgeschickt, um Beweise für Kriegsverbrechen der Japaner zu sammeln. Von den Kriegsgefangenen der Japaner waren 71 Prozent ums Leben gekommen.
Während des Krieges lernte Fry Audrey Clibbens, die ebenfalls bei der Armee war, kennen und heiratete sie 1946. Fry begann Hühner zu züchten und baute eine Geflügelfabrik auf, die infolge der Konkurrenz der großen Inghams poultry company zusammenbrach. Fry arbeitete als Landinspektor und wurde von 1970 bis 1974 Mitglied des Australian Capital Territory Advisory Council. Er wurde bei einer Anti-Apartheid-Aktion verhaftet, unterstützte die Wahl der Whitlam-Regierung im Jahr 1972 und verteidigte die Zeltbotschaft der Aborigines im alten Parlamentsgebäude. 1973 wurde Fry zum Gründungspräsidenten der ALP im Australian Capital Territory (ACT) gewählt und 1974 zum ersten Abgeordneten für den Wahlkreis Fraser im Australischen Repräsentantenhaus. Den Sitz hatte Fry bis 1984 inne. Acht Jahre war er hier der Obmann der ALP-Fraktion. Außerdem war Fry Vorstandsmitglied des Australian War Memorial.
Im März 1975 lud die portugiesische Administration eine australische Delegation nach Portugiesisch-Timor ein, das gerade auf die Unabhängigkeit vorbereitet wurde. Zur Delegation gehörten Parlamentarier, Studenten, Gewerkschaftler und Vertreter der Aborigines. Unter ihnen war auch Fry, der sich seitdem für das spätere Osttimor einsetzte, insbesondere als wenige Monate später Indonesien Osttimor besetzte. Fry sprach für Osttimor und gegen die indonesische Besetzung bei verschiedenen Gremien, so im April 1976 vor dem Sicherheitsrat der Vereinten Nationen, bei der Internationalen Konferenz zu Osttimor in Lissabon im Mai 1979 und beim Ständigen Volksgericht in Lissabon. Im Mai 1977 nahm Fry an einer illegalen Radiosendung teil, die von Darwin aus über Radio Maubere im besetzten Osttimor mit Führern der FRETILIN Kontakt aufnahm.
Fry und seine Frau reisten viel. So nach Afrika und auch nach Nicaragua, wo ihr Sohn Warwick als Freiwilliger arbeitete. Ken Fry promovierte im Ruhestand in politischer Geschichte. Die Doktorarbeit „Beyond the Barrier, Class Formation in a Pastoral Society, Bathurst 1818-1848“ wurde 1993 veröffentlicht. Im Jahr 2002 veröffentlichte er seine Memoiren „A Humble Backbencher“.

## Sonstiges
Ken und Audrey Fry hatten drei Kinder, Warwick, Kerry und Paula.
Am 27. August 2014 wurde Fry posthum von Staatspräsident Taur Matan Ruak die Medal des Ordem de Timor-Leste verliehen. Den Orden nahmen seine Frau Audrey Fry und seine Tochter Kerry entgegen.